# Mandy Horsepool
Amanda Jane „Mandy“ Horsepool (* 18. Mai 1959 in Basford) ist eine ehemalige britische Eisschnellläuferin.
Horsepool nahm von 1978 bis 1981 an internationalen Wettbewerben teil. Dabei kam sie in der Saison 1977/78 bei den Juniorenweltmeisterschaften 1978 in Montreal auf den 22. Platz im Mini-Mehrkampf und bei der Sprintweltmeisterschaft 1978 in Lake Placid auf den 24. Rang. In den folgenden Jahren belegte sie bei den Juniorenweltmeisterschaften 1979 in Grenoble den 27. Platz im Mini-Mehrkampf und bei ihrer einzigen Teilnahme an Olympischen Winterspielen im Februar 1980 in Lake Placid den 37. Platz über 1000 m, den 28. Rang über 1500 m sowie den 26. Platz über 3000 m. In ihrer letzten internationalen Saison 1980/81 schied sie bei der Mehrkampfeuropameisterschaft 1981 in Heerenveen nach drei von vier Läufen aus und lief bei der Mehrkampfweltmeisterschaft 1981 in Québec auf den 30. Platz im Mini-Mehrkampf. Ihr Bruder Stuart Horsepool nahm im Shorttrack an den Olympischen Winterspielen 1988 und an den Olympischen Winterspielen 1992 teil.

## Persönliche Bestzeiten
| Disziplin | Zeit        | Datum             | Ort                  |
| --------- | ----------- | ----------------- | -------------------- |
| 500 m     | 46,20 s     | 18. November 1979 | Heerenveen           |
| 1000 m    | 1:33,21 min | 10. Januar 1981   | Madonna di Campiglio |
| 1500 m    | 2:21,86 min | 29. Dezember 1980 | Inzell               |
| 3000 m    | 4:55,72 min | 5. Januar 1980    | Inzell               |